# Марк Шлерет
Марк Фредерік Schlereth (народився 25 січня 1966) є колишнім професійним американським футбольним гравцем . Шлерет відбув 12 сезонів (1989 — 2000 рр.) Грав у гвардії у НФЛ разом із Вашингтоном Редскінс та Денвером Бронкосом . В даний час він є футбольним аналітиком для Fox Sports, виступаючи на FS1 та інших програмах. Він також брав участь у Sedano & Stink спільно з Хорхе Седано з 19.10 вечора ET на радіо ESPN до кінця березня 2015 року, коли він покинув програму, щоб скористатися іншими можливостями мовлення. Він також розпочав кар'єру в акторській майстерності, з'явившись у мильній опері « Світло» та римейку « Червона світанок» 2012 року.

## Раннє життя та коледж
Шлерет народився і виріс в Анкоріджі, штат Аляска, і в молодості боровся з дислексією — він не зміг навчився читати до семи років. Закінчив середню школу Роберта Сервісу в 1984 році. Зростаючи на Алясці, Шлерет не приділяв великої уваги футбольній перспективі коледжу ; єдині школи ФБС, які пропонували йому стипендію, були Айдахо (I-AA на той час) та Гаваї . Він прийняв пропозицію про стипендію університету Айдахо від головного тренера Денніса Еріксона . Еріксон відійшов після сезону 1985 року, і Шлерет стартував на лівій гвардії на наступальній лінії Вандалів при новому головному тренері Кіті Гілбертсоні, блокуючи для відбіжників Скотта Лінехана та Джона Фріза . У своєму старшому сезоні в 1988 році вандали вийшли до національного півфіналу, і він був другою командою — all-Big Sky.
Шлерет був введений в Зал слави легкої атлетики Університету Айдахо у 2008 році.

## Професійна кар'єра
Шлерет був відібраний у десятому раунді (№ 263 в цілому) у проекті НФЛ 1989 року Вашингтоном Редскінс . Він зіграв 12 сезонів НФЛ — шість із « Денвер Бронкосом» (1995—2000). Він був членом трьох команд чемпіонату Суперкубка (одна з Червоними шкірками та дві з Бронкосом) і був відібраний до Pro Bowl для своїх виступів у сезонах 1991 та 1998 років. 25 січня 1998 року Шлерет відзначив свій 32-й день народження того ж дня, коли він допоміг Бронкосу виграти Суперкубок XXXII, перемогу 31–24 над « Грін-Бей Пакерс» .
Перш ніж закінчити свою ігрову кар'єру, Шлерет пережив 29 операцій. Двадцять таких операцій були проведені на колінах (15 зліва, п'ять праворуч). Після 13-ї процедури на лівому коліні 24 липня 2000 року головний тренер Денвера Бронкоса Майк Шанахан заявив: "У нього великий больовий поріг. Я думаю, що лікарі сказали, що це найгірше коліно, яке вони коли-небудь бачили ". Шлерет провів ще дві процедури на лівому коліні протягом сезону 2000 року, останню в НФЛ. Його травми задокументовані на телешоу спортивної медицини « Спортсмен 360», який проводив колишній товариш по команді « Шкіри», доктор Марк Адікес .
18 квітня 2001 року Шлерет оголосив про відставку. «Причиною, що я сьогодні прийшов сюди, було повідомлення про те, що я щойно підписав 6-річний контракт на 42 мільйони доларів, щоб продовжити свою кар'єру з» Денвер Бронкосом ". Правда полягає в тому, що після минулої 15-ї операції на лівому коліні минулого листопада стало болісно очевидно, що я не можу підписати шестирічний контракт на 42 долари Tupperware .

## Телевізійна / радіокар'єра
Після виходу на пенсію Шлерет провів післяобіднє спортивне ток-шоу на радіо Денвер AM 760 The Zone з товаришем по службі, колишнім лайнером Бронкосом Девідом Діком-Інфанте . Шоу часто називали шоу «Смір і Док». Шлерет деякий час був аналітиком за сумісництвом в ESPN, коли їздив з Денвера до штату Коннектикут, перш ніж виїхав з 760, щоб у 2004 році поїхати на повний робочий день з ESPN. Він був аналітиком NFL Live (2004—2017) та SportsCenter .
З 2017 року Шлерет є кольоровим коментатором для ігор NFL, що транслюються на Fox NFL, в парі з Діком Стоктоном . Він також є співавтором радіошоу в Денвері на Sports Radio 104.3 The Fan і виступає аналітиком телевізійних програм FS1 .
Шлерет був популярним спортсменом на телешоу спортивної медицини Athlete 360 .
Після матчу чемпіонату NFC 2010–11 років, Шлерет був одним із критиків четвергбека « Чикаго ведмеді» Джей Катлер, написавши «Як хлопець, у якого було 20 операцій на коліні, вам доведеться витягнути мене на носилках, щоб залишити гру чемпіонату!».
У 2012 році Шлерет з'явився в шоу Discovery Channel American Guns . Він працював з персоналом магазину гармати Gunsmoke, щоб знайти підходящу вогнепальну зброю, яку він міг би використати під час полювання з сином.
З 2015 року він з'явився як сам у ряді епізодів « Балерів HBO».

## Особисте життя
Марк — батько трьох дітей :Олександрії, Евері та Даниїла. Дочка Марка, Олександрія, була актрисою, знятою у серіалі MyNetworkTV « Бажання» . Avery був кандидатом на Kansas City Chiefs важкий кінець Тревіс Kelce реальності знайомства шоу "s Ловля Kelce.
Син Марка Даніеля був обраний у першому проекті гравця Бейсболу у вищій лізі 2008 року . У першому турі Даніель був виведений на поле в університеті Арізони, арізонський Diamondbacks з 26-м загальним відбором. Зараз він перебуває в реєстрі Suke Land Skeeters . Раніше він був членом організацій « Сіетл Марінерс», « Маямі Марлінс», « Торонто Блю Джейс», Піратсбурзькі пірати, Балтімор Оріолес, Детройт-Тигрс і « Чикаго Кубс» .